# Lucifero Martini
Lucifero Martini (Firenca, 25. ožujka 1916. – Rijeka, 10. svibnja 2001.) riječki pjesnik, prozaist, novinar na talijanskom jeziku.

## Život
Rođen u Firenci od roditelja porijeklom iz Pule, djetinjstvo proveo u Istri i Gorici, diplomirao ekonomiju na Sveučilištu u Trstu.
Mobiliziran je u talijansku vojsku 1941. a u rujnu 1943. preživio je odmazdu u Kefaloniji (Grčka). Bio je antifašista, ljevičar i član Komunističke partije Italije. Pridružio se partizanskom pokretu otpora, a u siječnju 1944. prelazi u Istru i sudjeluje u Narodnooslobodilačkoj borbi. Sve do osnivanja Unije Talijana za Istru i Rijeku radi na kulturnim programima te u organizaciji tiska na talijanskom jeziku za Istru i Kvarner.
Na kraju rata sudjelovao je na Mirovnoj konferenciji u Parizu kao član Jugoslavenske komisije i kao blizak suradnik Edvarda Kardelja, gdje je zagovarao pripajanje Julijske pokrajine socijalističkoj Jugoslaviji. Bio je član redakcije "Il Nostro Giornale" ("Naše novine") iz Pule, koje su bile glavni prokomunistički medij u gradu sve do istarskog egzodusa kada su istarski Talijani nakon pariškog mirovnog ugovora 10. veljače 1947. skoro u potpunosti odselili. Zbog svog novinarskog rada anglo-američke vlasti u Puli uvjetno su ga kaznile na dvije godine zatvora. Martini kasnije postaje glavni urednik dnevnih novina iz Rijeke "La Voce del Popolo", a dugo godina je bio i glavni urednik tjednika "Panorama", te osnivač i urednik časopisa za kulturu "La Battana".
Martini se kao književnik iskazivao u raznim književnim područjima, poeziji, prozi (pripovijetke i romani), drami i radio-drami. Pored toga je bio književni i filmski kritičar. Zahvaljujući njegovom novinarskom i književnom radu stvoreni su i časopisi kao "Arte e lavoro" ("Umjetnost i rad") i "Orizzonti" ("Obzori").

## Martinijeva poetika
Pjesnički tok Lucifera Martinija temelji se u kreativnim korijenima svog iskustva u partizanskom ratu i u humanističkim idealima. Martini crpi iz ta dva vrela, između sjećanja na proživljeno i žaljenja zbog neispunjenih ideala te je njegova poezija njihalo između intimističkog, refleksivnog i društvenog. Martinijeva poetika je tout court povezana s neorealizmom u književnosti.

### Proza
U trideset godina književne aktivnosti Martini je napisao petnaestak proznih djela između kratkih romana i opširne pripovijesti sa specifičnom temom: pola stoljeća života etničke i lokalne zajednice.
Martinijev prvijenac je drama "Naći se slobodnim" ("Ritrovarsi liberi"), napisana 1945. za partizansku kazališnu družinu "Otokar Keršovani". Bila je to prva drama na talijanskom jeziku stvorena u partizanskim redovima, ali na žalost rukopis se izgubio.
U svojim djelima Martini se inspirira nedavnom prošlošću, partizanskoj borbi koja mu je referentna točka u promatranju devijacija sadašnjosti. Budućnost Talijana Istre i Rijeke je u borbi za oslobođenje i u stvaranju novog humanijeg socijalističkog društva oslobođenog nacionalističkih trvenja. Pripovjedački je povezan s neorealizmom i verizmom, najprikladnijim za iskazivanje "angažiranih" tema kojima se Martini bavio. Napuštanje tješiteljske literature bijega od stvarnosti u korist angažirane umjetnosti u cilju promjene stvarnosti, a ne samo u njenom opisivanju jeste karakteristika socrealizma, ali i neorealizma.
U Martinijevom opusu dva se elementa ponavljaju: individualac koji se kreće u društvu o kome izražava sumnje, nade, izvjesnost i sjećanje koje se vraća u vrijeme oslobodilačkog rata i revolucionarnih ideala - književnost imuna na ljudske slabosti.

### Martini - kritičar i povjesničar
Lucifero Martini je trideset godina bio kritički kroničar tiska, radija, televizije i filma napisavši stotine članaka, eseja i kritike književnosti i umjetnosti.
U povijesnom smislu Martini ima dva memoristička djela: "Parlano i protagonisti" ("Govore sudionici", 1976.), "posvećeno Riječanima, Talijanima i Hrvatima, koji su se borili i poginuli za socijalističku revoluciju" i "I protagonisti raccontano" ("Sudionici pripovijedaju", 1983.), u kojima Martini zapisuje svjedočanstva partizana iz Italije koji su sudjelovali u partizanskom ratu u Jugoslaviji.

## Djela

###### Zbirke pjesama
Poezija Lucifera Martinija objavljena je u sljedećim antologijama nagrađenih radova na natječaju "Istria Nobilissima":
- Nel segno del mare, 1971. ("U znaku mora")
- La bora spegne il fuoco, 1973. ("Bura gasi vatru")
- Aroma d'alga, 1974. ("Okus alge")
- Vento sul mare, 1975. ("Vjetar na moru")
- L'erba non è ancora verde, 1978. ("Trava još nije zelena")
- Anca cussì, 1982. ("I tako")
- Tempo nostro, 1987. ("Naše vrijeme")
- Schegge di tempo, 1990. ("Krhotine vremena")
- L'alba di domani, 1995. ("Zora sutrašnjice")
- L'ultima sponda, 1998. ("Posljednja obala")

###### Ostale objavljene zbirke:
- Nuvole in cielo, Rijeka, 1975. ("Oblaci na nebu")
- Somiglianze, Rijeka, 1982. ("Sličnosti")
- Colloquio con la città, 1987. ("Razgovor s gradom", prevedeno na hrv.srp.)

###### Romani i pripovijesti
Objavljeno u antologijama "Istria Nobilissima"
- Giorni di dolore, 1972. ("Dani boli")
- L'ultima paura, 1974. ("Posljednji strah")
- Il muro della memoria, 1977. ("Zid sjećanja")
- Il ritorno, 1979. ("Povratak")
- L'ultimo giorno dell'anno, 1983. ("Posljednji dan u godini")
- Il sentiero, 1985. ("Staza")

Objavljeno u časopisu "La Battana":
- L'appuntamento, s.d.

###### Ostali objavljeni romani:
- Erba di casa, EDIT, Rijeka 1966. ("Trava doma")
- La lunga strada, 1985. ("Dugi put")
- La scelta, EDIT, Rijeka 1987., ponovno objavljen 2007., (prevedeno "Opredjeljenje", Čakavski sabor: Istarska naklada; Edit))
- La casa nuova, 1987. ("Novi dom", preveden na hrv.srp. ICR Rijeka 1989.)

###### Povijesni ogledi
- Parlano i protagonisti, Rovinj 1976. ("Govore sudionici")
- I protagonisti raccontano, Pula 1983. ("Sudionici pričaju")